# Snuff (film)
Snuff è un film del 1976 diretto da Michael Findlay, Roberta Findlay e Horacio Fredriksson. Il successo della pellicola ha contribuito a diffondere la leggenda dei film snuff. Il film è stato incluso della lista dei Video nasty censurati nel Regno Unito all'inizio degli anni ottanta.

## Trama
Sudamerica. Aizzate dal loro capo, uno spietato e violento manipolatore che si fa chiamare Satan, un gruppo di donne dedite a sesso, violenza e motociclette uccidono Maximilian Marsh, produttore nordamericano di mezza età in procinto di montare un film con protagonista la bella attrice Terry London, di cui Marsh è innamorato. Terry però ha occhi solo per Horst Frank, giovane e aitante rampollo di buona famiglia conosciuto negli Stati Uniti, e la morte di Marsh la convince a legarsi di più a lui. Quando Terry va a convivere con Horst nella villa del padre di lui, il giovane butta fuori casa Angelica, sua precedente amante, ignaro che la ragazza fa parte dell'accolita di Satan.
Dopo qualche tempo, Angelica riferisce a Satan che Terry è incinta del figlio di Horst, e Satan sguinzaglia le sue devote perché massacrino la coppia. Le donne ubbidiscono, trucidando anche il padre di Horst. Nel momento in cui Angelica sventra Terry con un coltellaccio, la scena si interrompe: siamo sul set di un film, e il regista ha appena dato lo stop. Uno dei componenti della troupe tenta di sedurre l'attrice che interpreta Terry, che sembra starci. All'improvviso, però, l'uomo la immobilizza e la minaccia con un coltello. Mentre la macchina da presa lo riprende, l'uomo mutila spietatamente l'attrice, finendo per ucciderla ed estrarne cuore e budella.

## Produzione
Utilizzando gran parte di Slaughter, un film realizzato da Michael Findlay nel 1972, il produttore Allan Shackleton fa girare a Simon Nuchtern un nuovo finale in cui viene simulata una scena snuff, e lancia poi la pellicola con una campagna pubblicitaria a sensazione.